# Aglaeactis aliciae
El rayo-de-sol de dorso púrpura, colibrí de Alicia, o colibrí de alas blancas (Aglaeactis aliciae), es una especie de ave apodiforme de la familia Trochilidae (los colibríes) perteneciente al género Aglaeactis. Es endémico de una pequeña región andina del  norte de Perú.

## Distribución y hábitat
Se encuentra únicamente en una muy pequeña área de la pendiente oriental de los Andes en la cuenca del alto río Marañón, en el departamento de La Libertad. En 2014 fue registrado también en el adyacente norte de Áncash.
El hábitat de esta especie, que ha sido extensamente destruido, son las laderas andinas semiabiertas, usualmente con árboles de Alnus acuminata o matorrales de Oreocallis grandiflora, en altitudes entre 3000 y 3500 m.

## Estado de conservación
El rayo-de-sol de dorso púrpura había sido calificado como «amenazado de extinción» por la Unión Internacional para la Conservación de la Naturaleza (IUCN) hasta el año 2020, en que una nueva revaluación lo calificó como «vulnerable» debido a que su pequeña zona de distribución, estimada en 180 km2 (que se podría extender 40 km al sur debido al registro de Áncash) y su población, estimada en 1000 a 2500 individuos maduros, se presumen estar en decadencia como resultado de la rápida pérdida de su hábitat preferencial de bosques de alisos, debido a las quemadas para pastura de ganado y a la deforestación para plantaciones de Eucalyptus.

## Sistemática

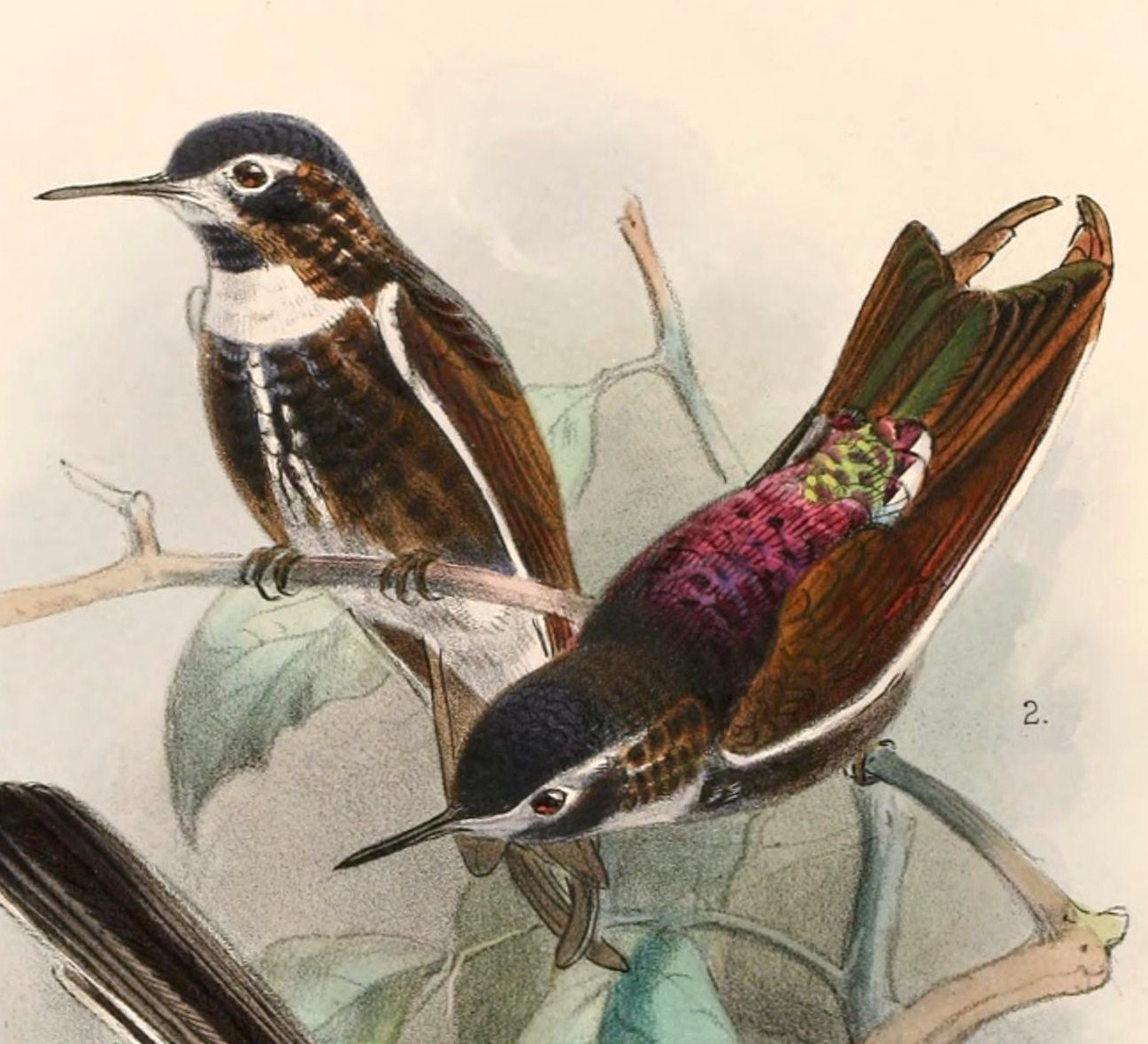
Agaleactis aliciae, ilustración de Keulemans en Novitates Zoologicae 4, 1897.

### Descripción original
La especie A. aliciae fue descrita por primera vez por el zoólogo británico Osbert Salvin en 1896 bajo el mismo nombre científico; su localidad tipo es: «Suecha, 10,000 pies (c. 3050 m»).

### Etimología
El nombre genérico femenino «Aglaeactis» es una combinación de las palabras del griego «aglaia» que significa ‘esplendor’, y «aktis» que significa ‘rayo de sol’; y el nombre de la especie «aliciae», es un homenaje a Alice Robinson esposa del explorador y coleccionador estaounidense coronel Wirt Robinson.

### Taxonomía
Es monotípica.